# کیوشی ساکای
کیوشی ساکای (انگلیسی: Kiyoshi Sakai؛ زادهٔ ۱ ژانویهٔ ۱۹۰۱) تهیه‌کننده تلویزیونی، و پویانما اهل ژاپن است.